# Dietrich Morrien
Dietrich Morrien (* im 15. Jahrhundert; † 24. April 1482) war Erbmarschall im Hochstift Münster und Domherr in Münster.

## Leben

### Herkunft und Familie
Dietrich Morrien entstammte dem westfälischen Adelsgeschlecht Morrien, das im Mittelalter und in der frühen Neuzeit eine der führenden Familien im Ritterstand war und von 1350 bis 1691 das Amt des Erbmarschalls im Hochstift Münster innehatte. Er war der Sohn des Erbmarschalls Gerhard Morrien und dessen Gemahlin Margarethe von Borghorst zu Horstmar. Seine Brüder waren Sander (Domherr in Münster), Bernhard (Pastor in Olfen) und Gerd Kellner in Cappenberg. Seine Schwester Margarethe war Kanonisse in St. Aegidii Münster und Richmod war mit Heidenreich Droste zu Vischering verheiratet.

### Wirken
Bevor Dietrich im Jahre 1469 Vikar des Katharinen-Altars in Sendenhorst wurde, hatte er bereits seit dem 14. Januar 1461 ein Domkanonikat in Münster. Sein Onkel Lubbert Morrien stiftete am 17. Mai 1469 in der Pfarrkirche Selm eine Marien-Vikarie, deren erster Inhaber Dietrichs Sohn Bernhard wurde. Nachdem dieser Pfarrer in Olfen wurde, übernahm Dietrich die Vikarie selbst. Am 27. Oktober 1470 wurde er zum Dombursar ernannt. Damit war er für die Wirtschaftsführung und Organisation im Bistum verantwortlich. Er war Nachfolger seines Vaters im Amt des Erbmarschalls, dessen Aufgabe im Vorsitz des Landtages lag. Bei Streitigkeiten zwischen dem Bischof und seinen Vasallen war er Schiedsrichter in Lehnsangelegenheiten. Nach einer Bischofswahl nahm er die Landesprivilegien des Neuerwählten in Empfang und war Praeses der Ritterschaft im Bistum und führte die Schlüssel zum Ritterschaftsarchiv.
Dietrich war als Erbe von Nordkirchen vorgesehen, übertrug aber seinem Bruder Sander die Güter, die er von seinen Eltern testamentarisch erhalten hatte.